# Edna Buchanan
Pour les articles homonymes, voir Buchanan.
Edna Buchanan, née Edna Rydzik le 16 mars 1939 à Paterson (New Jersey), est une écrivaine américaine, spécialisée dans le roman policier.

## Biographie
Elle suit ses études à l'université d'État de Montclair (New Jersey), avant de rejoindre Miami (Floride) au début des années 1960. Elle est d'abord journaliste au Miami Beach Daily Sun et au Miami Herald, affectée aux affaires de police. En 1986, elle obtient le prix Pulitzer.
Forte de son expérience dans les faits divers, elle se consacre ensuite à la littérature policière. Elle crée le personnage de Britt Montero, qu'elle reprend dans plusieurs livres.
Elle est nommée deux fois au National Book Award.

## Œuvre

### Romans
- Deux filles à Miami, éd. J'ai lu, 1999
- Sous pression, éd. J'ai lu, 1999
- Double vie, double mort (You Only Die Twice), éd. Payot, 2003, éd. Pocket, 2007
- Des cadavres dans les placards, éd. Payot, 2008
- La Femme de glace, éd. Payot, 2008
- Le Sommeil des innocents, éd. Payot, 2009
- L'Amour tueur en série, éd. Payot, 2010
- Si sombre et inquiétant..., éd. J'ai lu, 2012